# Britof
Britof je naselje v Mestni občini Kranj z okoli 2.100 prebivalci. S Kranjem je naselje povezano z mestnimi avtobusnimi progami št. 5, 6 in 11.
Leži okoli 4 km severovzhodno od občinskega središča na levem bregu Kokre ob cesti Kranj -  Zgornje Jezersko. V vasi je odcep cest na vzhod proti Šenčurju in zahod proti Predosljam.
Cerkev sv. Tomaža je bila zgrajena 1512. Leta 1888 so jo predelali. Cerkev se ponaša s prezbiterijem in poznogotskimi freskami ter z oltarji iz 17. stoletja.

## Šport
V Britofu deluje nogometni klub NK Britof, ki združuje igralce od šestih let starosti naprej. Tako ima klub selekcije: U-6, U-8, U-10, U-13, U-15 (1.slovenska liga - zahod), U-17 kadeti (2.slovenska kadetska liga), U-19 mladinci (2.slovenska mladinska liga) in člani (1.gorenjska članska liga).